# Araeomolis persimilis
Araeomolis persimilis är en fjärilsart som beskrevs av Rothschild 1909. Araeomolis persimilis ingår i släktet Araeomolis och familjen björnspinnare. Inga underarter finns listade i Catalogue of Life.